# Transport per ferrocarril d'Andorra
El ferrocarril a Andorra no hi és present, si bé existeixen reivindicacions i estudis tant recents com històrics, per fer-hi arribar la línia de ferrocarril de Puigcerdà o interconnectar aquesta mitjançant un traçat per l'eix del Segre amb la línia de ferrocarril de la Pobla de Segur passant per la Seu d'Urgell, des d'on es planteja una antena ferroviària fins al Principat. A ambdós casos cal perforar un túnel de llarga longitud (20 km al primer entre Andorra i l'actual estació de Porta i uns 23 km al segon cas per salvar el Port del Compte). A nivell nacional, s'han realitzat estudis des de finals dels anys 1990 per a un anomenat metro aeri de tipus monorail en altura paral·lel al riu Valira, aprofitant la seva -malauradament sovint escassa o nul·la- zona de servitud com a transport públic tant interurbà, com urbà a la conurbació central Andorra-la-Vella / Les Escaldes-Engordany.
L'estació de ferrocarril més propera al Principat és l'anomenada gare internationale Andorre - l'Hospitalet a l'Ospitalet, municipi francès a la frontera amb Andorra, l'accés al qual té un considerable cost generalitzat del transport, el qual es pot resumir en 50 minuts i un peatge al túnel d'Envalira de 6,40 Euros (2012) en vehicle particular, a més del cost del combustible que a banda de ponderar-lo per un desnivell positiu acumulat de 1100 metres, cal considerar el sobre-consum, en el cas de motors dièsel, pel menor oxigen disponible en altituds entre 1000 i 2000 metres (el túnel és la part més alta de la ruta, situat a una cota aproximada de 2100 metres).
Són diverses les trobades entres governs andorrans i catalans i governs andorrans i espanyols en les quals s'ha parlat de la connexió ferroviària entre Catalunya i Andorra. Josep-Lluís Carod-Rovira (llavors conseller de la Vicepresidència) es va comprometre l'any 2007 a encomanar un estudi per determinar per on hauria de passar la connexió ferroviària, ja sigui allargar la línia d'Adif o la de FGC. En aquell mateix moment El govern andorrà també tenia converses amb el govern francès per millorar la línia existent que passa per l'Ospitalet, a la frontera amb Andorra. Al maig de 2011 tots els grups del Parlament de Catalunya van votar a favor una moció d'ERC que instava al govern de la Generalitat a iniciar els tràmits per prolongar la línia de Lleida a la Pobla.
El 2019, Sebastià Mijares i Verdú va presentar una proposta detallada sobre un ramal entre l'estació d'Urtx-Alp i Sant Julià de Lòria. Aquesta va avaluar la inversió en infraestructura en uns 230M€, i plantejava que hi circulessin serveis semidirectes entre Andorra i Barcelona, via el Ramal de les Aigües, reduint el temps de viatge fins a les 2h 45m, així com serveis de mercaderies. Al desembre de 2020, es funda AndRail, una plataforma civil amb l'objectiu d'impulsar l'arribada del ferrocarril a Andorra. L'abril de 2021, el Govern d'Andorra va treure a concurs un estudi sobre la millora de la mobilitat a Andorra citant explícitament el ferrocarril.

## Ferrocarril Barcelona-Andorra
Els consells comarcals d'Osona, el Ripollès, la Cerdanya i l'Alt Urgell van defensar l'any 2008 juntament amb el Govern d'Andorra (liderat llavors per Albert Pintat) el perllongament de la línia Barcelona-Puigcerdà fins a Andorra passant per la Seu d'Urgell, ja sigui amb una connexió des de Puigcerdà o amb un ramal que partís des de Toses. Aquesta obra augmentaria en 110.000 el nombre potencial d'usuaris de la línia ja existent.
Aquesta línia és propietat d'Adif, que depèn del Ministeri de Foment d'Espanya.
El 2019, Sebastià Mijares i Verdú va presentar una proposta detallada sobre un ramal entre l'estació d'Urtx-Alp i Sant Julià de Lòria. Aquesta va avaluar la inversió en infraestructura en uns 230M€, i plantejava que hi circulessin serveis semidirectes entre Andorra i Barcelona, via el Ramal de les Aigües, reduint el temps de viatge fins a les 2h 45m, així com serveis de mercaderies.

## Ferrocarril Lleida-Andorra
La Diputació de Lleida va encarregar un estudi per perllongar la línia de Lleida a la Pobla de Segur fins a la Seu d'Urgell, un perllongament d'uns 55 quilòmetres de longitud. Al maig de 2011 tots els grups del Parlament de Catalunya van votar a favor una moció d'ERC que instava al govern de la Generalitat a iniciar els tràmits per prolongar la línia de Lleida a la Pobla fins a la Seu, pas previ a una connexió posterior amb Andorra que necessitaria el beneplàcit del Govern d'Espanya en ser una connexió internacional.
Aquesta línia és propietat de FGC que depèn del Departament de Territori i Sostenibilitat de la Generalitat de Catalunya.

## Ferrocarril a l'eix del Segre
L'any 2008 els ministres de Foment d'Espanya i d'Ordenament Territorial d'Andorra, Magdalena Álvarez i Xavier Jordana, es van reunir per parlar dels accesos al Principat. Jordana va demanar que es valorés un perllongament de la línia d'alta velocitat Madrid-Barcelona des de Lleida fins a la Seu d'Urgell.
Ambdós ministres van parlar de les dues opcions ja esmentades i Jordana va demanar la revisió del Pla Estratègic d'Infraestructures del Transport (PEIT) per valorar la viabilitat d'aquesta línia que el govern va proposar per l'eix del riu Segre a les comarques catalanes.

## Metro aeri
El govern de l'ex-cap de govern d'Andorra Marc Forné va crear un projecte de transport segregat en forma de metro aeri, un dels principals projectes de Forné. Un dels inconvenients amb què es va trobar el projecte va ser en l'aprovació dels plans d'urbanisme comunals, que van tenir retards que van impedir realitzar el projecte en la legislatura 2001-2005. El govern, doncs, l'any 2004 volia deixar a punt el traçat a través dels plans d'urbanisme perquè s'executés el projecte en la pròxima legislatura (2005-2009).
Seria un tren aeri que circularia paral·lel al curs del riu, des de Sant Julià de Lòria fins a la capital i amb diferents ramals. El metro aeri apareix com a futur transport públic segregat i alternatiu, amb la indicació de les seves parades, al Pla de mobilitat del Pla d'Ordenació i Urbanisme de la Parròquia d'Encamp (POUPE) del 2006:
| «                                                                                 | La xarxa de transports públics especials aporta alternatives segregades del transport públic amb funcions molt determinades com el metro aeri a la vora del Riu Valira d'Orient en complement (fins a un 30%) dels viatges generats internament. | » |
| — Pla d'Ordenació i Urbanisme de la Parròquia d'Encamp – Comú d'Encamp – Any 2006 | |   |

### Traçat
Una branca parteix d'Escaldes-Engordany en direcció a Encamp, transcorre per la riba dreta de la Valira d'Orient.
- FEDA, La Ribera, La Bartra, Valira Nova, Prada de Moles, Encamp Vell, Prat del Bau i Funicamp